# Liburnia lethierryi
Liburnia lethierryi är en insektsart som beskrevs av Scott 1873. Liburnia lethierryi ingår i släktet Liburnia och familjen sporrstritar.
Artens utbredningsområde är Frankrike. Inga underarter finns listade i Catalogue of Life.